# 皂火口水库
皂火口水库是中国内蒙古自治区乌兰察布市兴和县境内的一座水库，位于鄂卜楞河上，建于1973年。水库正常库容为720万立方米，集雨面积为717平方千米，海拔为1274.5米。